# 柴濬
柴濬，山西臨汾縣人，清朝政治人物、進士出身。

## 生平
順治三年，登進士。順治五年，任盱眙縣知縣。光绪《盱眙县志稿》记载，盱眙县城有柴公祠，祀清知县柴浚。